# ロックンロール・ハイスクール
ロックンロール・ハイスクール（Rock'n Roll High School）は、かつて大分県大分市で行われていた高校生ロックバンドを対象としたコンテスト。

## 概要
大分県大分市の楽器店「GIGUE」主催により1980年から2005年まで開催されたバンドコンテスト「高校生ロック選手権」（高ロク）に影響を受けた地元経営者がNPO法人「おおいたインディーズネット」を設立し、高ロクに範を取り2008年より高校生バンドを対象とした本コンテストを開始。
おおいたインディーズネットと地元高校生ボランティアによる実行委員会により運営され、またおおいたインディーズネット会員による「運営支援委員会」が協賛募集や資金面のサポートを行った。2015年まで全8回を開催し、2016年は開催断念が発表され以降は実施されていない。

## 開催履歴
|   | 開催日         | 会場             | 優勝バンド      |
| - | -------------- | ---------------- | --------------- |
| 1 | 2008年11月24日 | 大分文化会館     | Droog           |
| 2 | 2009年11月3日  | 大分文化会館     | THE LOGOS       |
| 3 | 2010年11月3日  | 大分文化会館     | BURN egg        |
| 4 | 2011年12月27日 | 大分文化会館     | border prisoner |
| 5 | 2012年12月16日 | 大分文化会館     | 一生のブレス    |
| 6 | 2013年12月25日 | ホルトホール大分 | SIX LOUNGE      |
| 7 | 2014年12月27日 | ホルトホール大分 | SIX LOUNGE      |
| 8 | 2015年12月27日 | ホルトホール大分 | 馬刺し          |